# Pagyda auroralis
Pagyda auroralis là một loài bướm đêm trong họ Crambidae.